# نام اون-یونگ
نام اون-یونگ (انگلیسی: Nam Eun-young؛ زادهٔ ۲۰ مارس ۱۹۷۰) بازیکن هندبال اهل کره جنوبی است.